# Puchar Kosowa w piłce siatkowej mężczyzn (2023)
Puchar Kosowa w piłce siatkowej mężczyzn 2023 – rozgrywki o siatkarski Puchar Kosowa zorganizowane przez Związek Piłki Siatkowej Kosowa (Federata e Volejbollit e Kosovës, FVK). Zainaugurowane zostały 8 marca 2023 roku.
W Pucharze Kosowa 2023 uczestniczyło 10 drużyn grających w Superlidze A i Superlidze B. Rozgrywki składały się z 1. rundy, ćwierćfinałów, półfinałów oraz finału. We wszystkich rundach rywalizacja toczyła się systemem pucharowym.
Finał odbył się 19 kwietnia 2023 roku w hali sportowej 1 Tetori w Prisztinie. Po raz pierwszy Puchar Kosowa zdobył KV Skënderbeu, który w finale pokonał KV Peja. MVP finału wybrany został Brazylijczyk Gabriel Miranda.

## System rozgrywek
Puchar Kosowa 2023 składał się z 1. rundy, ćwierćfinałów, półfinałów i finału. We wszystkich rundach rywalizacja toczyła się systemem pucharowym, a o awansie decydował jeden mecz. Przed 1. rundą i ćwierćfinałami odbyło się losowanie wyłaniające pary meczowe. Drużyny z Superligi A udział w rozgrywkach rozpoczęły od ćwierćfinałów.

## Drużyny uczestniczące
| Superliga A (6 drużyn)   | Superliga A (6 drużyn) |
| ------------------------ | ---------------------- |
| KV Drita                 | ćwierćfinał            |
| KV Ferizaj               | ćwierćfinał            |
| KV Golden Eagle Theranda | półfinał               |
| KV Luboteni              | półfinał               |
| KV Peja                  | finał                  |
| KV Skënderbeu            | zwycięstwo             |
| Superliga B (4 drużyny)  |                        |
| KV Feronikeli            | 1. runda               |
| KV Libero                | ćwierćfinał            |
| KV Prishtina             | ćwierćfinał            |
| KV Shpella               | 1. runda               |

## Rozgrywki

### 1. runda
| 08.03.2023 19:30 (UTC+1) | KV Shpella | 0:3 (20:25, 21:25, 22:25) opis | KV Libero | Palestra e Sporteve Better Life, Lipljan |

| 10.03.2023 20:00 (UTC+1) | KV Prishtina | 3:1 (25:20, 23:25, 25:13, 25:21) opis | KV Feronikeli | Pallati i Rinisë dhe Sporteve, Prisztina |

### Ćwierćfinały
| 22.03.2023 20:00 (UTC+1) | KV Peja | 3:0 (25:18, 26:24, 25:20) opis | KV Prishtina | Palestra e Sporteve Karagaç, Peć |

| 23.03.2023 20:00 (UTC+1) | KV Luboteni | 3:0 (25:9, 25:23, 25:20) opis | KV Libero | Pallati i sporteve Bill Clinton, Uroševac |

| 21.03.2023 20:00 (UTC+1) | KV Ferizaj | 1:3 (25:16, 11:25, 25:27, 16:25) opis | KV Skënderbeu | Pallati i sporteve Bill Clinton, Uroševac |

| 22.03.2023 20:00 (UTC+1) | KV Drita | 0:3 (22:25, 20:25, 20:25) opis | KV Golden Eagle Theranda | Palestra e Sporteve Bashkim Selishta, Gnjilane |

### Półfinały
| 13.04.2023 20:00 (UTC+1) | KV Peja | 3:0 (25:16, 25:21, 25:12) opis | KV Luboteni | Palestra e Sporteve Karagaç, Peć |

| 13.04.2023 20:30 (UTC+1) | KV Skënderbeu | 3:1 (25:22, 19:25, 27:25, 28:26) opis | KV Golden Eagle Theranda | Palestra e Sporteve Better Life, Lipljan |

### Finał
| 19.04.2023 16:30 (UTC+1) | KV Peja | 2:3 (20:25, 25:17, 25:20, 29:31, 8:15) opis | KV Skënderbeu | Salla 1 Tetori, Prisztina Widzów: 1000 |